# Otto Neurath
Otto Neurath (født 10. december 1882 i Wien, død 22. december 1945 i Oxford) var en østrigsk videnskabsfilosof, sociolog og politisk økonom. Før han var tvunget til at forlade sit hjemland til fordel for Storbritannien i kølvandet af nazismens fremtog i Europa, var Neurath en af de ledende figurer i Wienerkredsen.